# Vogel (Schiff, 1914)
Die Vogel war eine Motorbarkasse der Hafenbauinspektion Kamerun während der deutschen Kolonialzeit in Kamerun.

## Geschichte
Die Vogel wurde 1914 in Hamburg für das Reichskolonialamt gebaut. Das Boot war mit einem Lloyd-Ottomotor ausgestattet. 
Die Vogel gehörte der Hafenbauinspektion Kamerun in der deutschen Kolonie Kamerun. Die Barkasse diente als Hafenaufsichtsboot in der Mündung des Wouri (Kamerunästuar).
Über den weiteren Verbleib der Vogel ist nichts bekannt.